# Francisco Alves Machado
Francisco Alves Machado ComNSC (Vila Real, Vila Marim, Agarez, 8 de Dezembro de 1853 – 1918), 1.º Visconde de Agarez e 1.º Conde de Agarez, foi um empresário e filantropo português.

## Família
Filho primogénito de José Maria Vaz Guedes (Vila Real, Vila Marim, 26 de Março de 1814 - Rio de Janeiro, 26 de Novembro de 1911) e de sua mulher de nacionalidade Brasileira,nascida a 3 de Julho de 1851 Maria da Glória Machado.
Família residente em Portugal Agarez Vila Marim- com irmãs adoradas- Emília Alves Machado , Antónia Alves Machado  , Leopoldina Alves Machado , Maria Adelaide Alves Machado  , Ana Alves Machado, e também o seu irmão Manuel Guedes Alves Machado
Casou no Rio de Janeiro a 16 de Abril de 1906 com Mercedes do Carmo Alvares Penna, filha de Carlos José Álvares da Silva Penna e de Mercedes do Carmo Francisca.

## Biografia
Brasileiro de torna-viagem, natural de Trás-os-Montes e Alto Douro, donde emigrou para o Brasil, tendo granjeado grande fortuna, ajudando a família em Portugal. Foi grande protector das obras de beneficência e assistência aos Portugueses no Brasil. Teve a Comenda da Ordem de Nossa Senhora da Conceição de Vila Viçosa e foi agraciado, em sua vida, com o título de 1.º Visconde de Agarez por Decreto de data desconhecida de 1908 de D. Manuel II de Portugal, depois elevado à Grandeza com o título, também em sua vida, de 1.º Conde de Agarez, por Decreto de 5 de Setembro de 1908 de D. Manuel II de Portugal, pelos serviços prestados a Portugal.
Em 1918 foi dado como desaparecido, após o envio de uma última carta à família, informando do seu regresso a Portugal, dados que permitiram concluir que o Conde foi assassinado na viagem de regresso. De acordo com outras fontes, todavia, morreu de morte natural em sua casa e está sepultado no Cemitério de São João Batista, no Brasil.-
Na verdade faleceu de "arterio esclerose generalizada" no Rio de Janeiro, na casa número 160 da Ladeira da Glória às 8 horas da manhã de 26 de Novembro de 1911, no estado de viúvo de Mercedes do Carmo Alvares da Silva Penna Machado (condessa de Agarez por casamento)